# Броды (Житомирская область)
Броды (укр. Броди) — посёлок, входит в Коростенский район Житомирской области Украины.
Население по переписи 2001 года составляло 71 человек. Почтовый индекс — 11563. Телефонный код — 4142. Занимает площадь 0,15 км². Код КОАТУУ — 1822380802.

## Местный совет
11562, Житомирська обл., Коростеньський р-н, с.Бондарівка, вул.Леніна,50